# Al-Dschāhiz

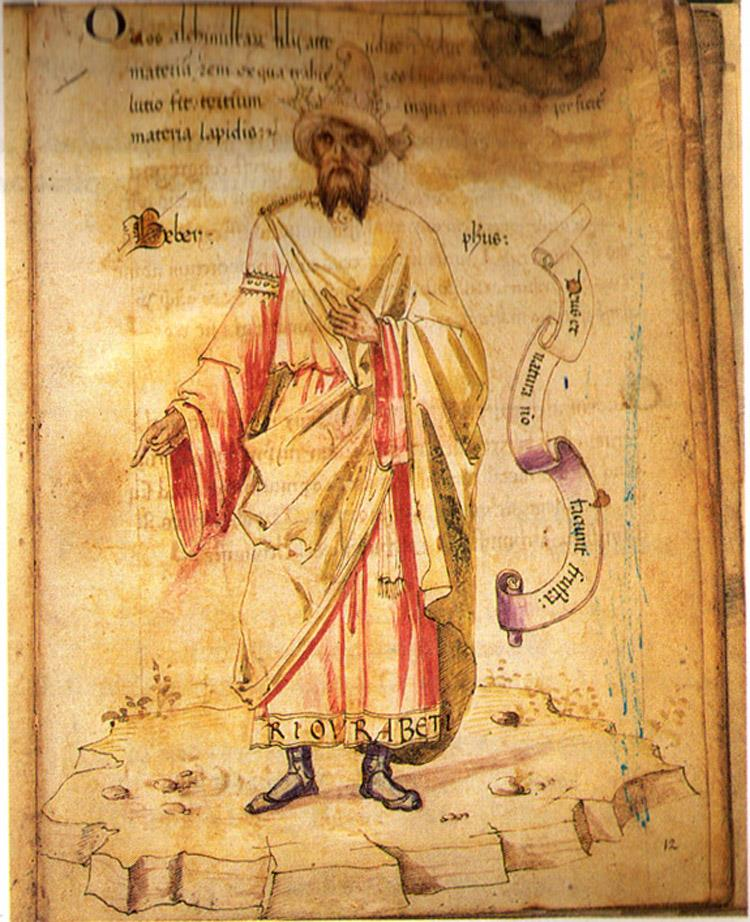
Darstellung von al-Dschahiz

ʿAmr ibn Bahr al-Dschāhiz (arabisch عمرو بن بحر الجاحظ, DMG ʿAmr ibn Baḥr al-Ǧāḥiẓ; geboren um 776 in Basra; gestorben 869) war ein arabischer Literat, der eine große Zahl von Adab-Werken verfasste und der rationalistischen Glaubensrichtung der Muʿtazila angehörte. Als ein Schöpfer arabischer Prosa trat er für eine arabische Kultur ein, welche die arabische Tradition mit der griechischen Philosophie kombinierte. Er hinterließ mehr als zweihundert Werke, von denen gut fünfzig erhalten sind. Der französische Arabist Charles Pellat hat sich um die Erschließung seiner Werke für den westlichen Leser verdient gemacht.

## Leben
Über die Kindheit al-Dschahiz’ ist nur wenig bekannt. Er wuchs in armen Verhältnissen auf und verkaufte Fisch an den Kanälen Basras, um seine Familie zu unterstützen. Er stieß zu einer Gruppe Jugendlicher aus der Hauptmoschee Basras, diskutierte mit ihnen über wissenschaftliche Themen und half im Unterricht über Philologie, Lexikographie und Poesie.
Al-Dschahiz wurde zum Schüler des Theologen al-Nazzam (775–846), der die Dualisten und materialistischen „Physiker“ (dahrīya) bekämpfte.
Al-Dschahiz führte seine Studien 25 Jahre lang fort, wodurch er tiefgehende Kenntnisse der arabischen Dichtkunst und Philologie, der präislamischen Geschichte von Arabern und Persern sowie des Koran und der Hadith erwarb. Er studierte ebenso aus dem Griechischen übersetzte wissenschaftliche und philosophische Texte, insbesondere die Werke Aristoteles’. Seine Ausbildung wurde dadurch erleichtert, dass das Abbasiden-Kalifat sich in kultureller und intellektueller Umwälzung befand, was die Verbreitung von Büchern förderte.

## Religiös-politische Ansichten
In vielen seiner Schriften verteidigte al-Dschāhiz die Politik der abbasidischen Kalifen gegen ihre Widersacher. So äußerte er zum Beispiel Verständnis für die Mihna und rechtfertigte diese als eine notwendige staatspolitische Maßnahme. Adressaten seiner Schriften, die zur schiitischen Rāfidīya gehörten, forderte er auf, sich zur Muʿtazila zu bekehren. Gegen die Rāfidīya ist auch die Abhandlung al-ʿUthmānīya („Die ʿUthmāniden“) gerichtet. Darin verteidigte er die Legitimität des abbasidischen Kalifats gegenüber dieser Gruppe, wies deren Auffassung, wonach ʿAlī ibn Abī Tālib schon nach dem Tode des Propheten das Kalifat zugestanden hätte, zurück und stellte den Vorzug Abū Bakrs vor allen anderen Muslimen heraus.
In seiner Schrift al-Radd alā al-Naṣārā (Widerlegung der Christen) beklagt er, dass sich Christen „in den Geld- und Intelligenzberufen“ breitmachten, während Juden „in schmutzigen und verachteten Gewerben“ tätig seien und führt die höhere Wertschätzung der christlichen gegenüber der jüdischen Religion durch „das einfältige muslimische Volk“ darauf zurück.

## Literarische Werke

### Das „Buch der Tiere“
Das „Buch der Tiere“ (Kitāb al-Ḥayawan) ist eine Enzyklopädie über Tiere in sieben Bänden, die mehr als 350 Tierarten in der Form von Anekdoten, poetischen Beschreibungen und Sprichwörtern behandelt. Es gilt als das bedeutendste Werk von al-Dschahiz. Obwohl der Gelehrte al-Chatib al-Baghdadi al-Dschahiz des Plagiats bezichtigte und behauptete, dass der Großteil des Werkes auf das Kitāb al-hayawān des Aristoteles zurückgehe, so enthält das Buch der Tiere doch auch eigenständiges Material. Insbesondere spekulierte al-Dschahiz über den Einfluss der Umwelt auf Tiere. Ihn deswegen als einen Vorläufer zur Evolutionstheorie zu betrachten, ist jedoch aufgrund etlicher widersprüchlicher Textstellen umstritten. Al-Dschahiz betrachtete den Effekt der Umwelt auf die Wahrscheinlichkeit eines Tieres, zu überleben, und beschrieb den Kampf ums Überleben.

### Charakter-Studien und Porträts sozialer Gruppen
„Buch der Geizkragen“ (Kitab al-Buḫalāʾ)
Dies ist eine Sammlung von Geschichten über die Habgier. Die Geschichten tragen satirische Züge und bilden das beste Beispiel für den Prosastil des Autors. Es ist eine feinfühlige Studie über die menschliche Psychologie. Al-Ǧāḥiẓ
spottete über Lehrer, Bettler, Sänger für ihr gieriges Verhalten. Das Buch gilt als eines der besten Werke von Al-Ǧāḥiẓ, und viele der Geschichten werden regelmäßig in Zeitschriften in der arabischen Welt abgedruckt.
Im folgenden Textbeispiel, das die feinsinnigen Beobachtungen und humoristische Darstellungsweise von al-Dschahiz in diesem Werk illustriert, geht es um Recycling:

„Abu Sa’id hatte es seiner Dienerin verboten, den Kehricht aus dem Haus zu schaffen, und ihr sogar aufgetragen, den aus den Wohnungen der Mieter zu sammeln […]. Von Zeit zu Zeit setzte er sich hin, und die Dienerin kam mit einem Korb und schüttete den Kehricht vor ihm in Haufen auseinander, die er dann einen nach dem anderen durchsuchte […] Kleiderlumpen wurden an Leute, die mit Tellern und Hausgeräten handelten, verkauft, Granatapfelschalen an Färber und Gerber, Flaschen an Glaser, Dattelkerne an Leute, die sich junge Gazellen hielten, Pfirsichkerne an Pflanzer und Nägel und Eisenstücke an Schmiede […] Knochenstücke wurden als Brennstoff genutzt, Tonscherben bei neuen Öfen verwertet und Steine für einen Bau gesammelt. […] Wenn dann noch die reine Erde übrigblieb und er daraus […] Ziegel machen wollte, so nahm er keine Kosten für Wasser auf sich, sondern gab allen Hausbewohnern die Weisung, nur über diesem Lehm die rituelle Reinigung vorzunehmen […]“

„Das Buch der Konkubinen und Epheben“ (Kitab Mufāḫarat al-Ǧawārī wa-l-ġilmān)
Im Arabischen ist jawari der Plural von jariya, was eine weibliche Dienerin im Sinne von Konkubine bedeutet.
Es gab zwei Arten von Dienerinnen, die eine Art für den Haushalt und tägliche Erledigungen und die andere Art,
qina genannt, die auch singen konnte und höher im Wert stand. In der Tat war deren Preis sehr hoch, so dass nur Fürsten und reiche Kaufleute sie sich leisten konnten. Das Wort ghilman ist der Plural von ghoulam, was einen männlichen Diener bezeichnet und auch Eunuch und Ephebe bezeichnet. Für die meisten Gelehrten ist dieses Werk über Konkubinen und Epheben
ein üppiges Buch über die Sinnlichkeit, und al-Dschahiz erzählt darin Geschichten
erotischer Art.
„Brief der Sängersklavinnen“ (Risālat al-Qiyān)

Der Brief der Sängersklavinnen ist eine zeitgenössische Beschreibung über die soziale Gruppe der Qiyān, der Sängersklavinnen, einer Gruppen von Frauen (zumeist Sklavinnen), die als Unterhaltungskünstlerinnen, vor allem als Sänger- und Musikerinnen – teils auch als Edelkurtisanen und Konkubinen wirkten. Über die Verführungskraft der Qiyan schreibt al-Dschāhiz:
„Besäße der Teufel keine anderen Schlingen, um damit zu töten, kein anderes Banner, zu dem er rufen könnte, und keine andere Versuchung zum Verführen als die Sängersklavinnen, so würde ihm das vollauf genügen. […] Weder Hārūt noch Mārūt noch der Stab des Mose noch die Magie Pharaos vermögen das zu bewirken, was die Sängersklavinnen fertigbringen.“
„Abhandlung zur Überlegenheit der Schwarzen über die Weißen“ (Risālat mufāḫarat as-sūdān ʿalā l-bīḍān)
Al-Dschāhiz schrieb darin:

„Wir (Äthiopier) haben das Land der Araber bis nach Mekka erobert und sie regiert. Wir haben Yusuf Asʾar Yathʾar (Dhu Navas) besiegt, und haben alle Prinzen der Himyaren getötet, während Ihr weißen Völker nie unser Land erobert habt. Unser Volk, die Zenghs, revoltierten vierzig Mal am Euphrat und haben die Einwohner von ihren Häusern vertrieben und haben aus Oballah ein Blutbad gemacht. […] Schwarze sind körperlich stärker als jedes andere Volk. Ein einzelner von ihnen kann Steine von solchem Gewicht hochheben und solche Lasten tragen, wie mehrere Weiße zusammen nicht heben oder tragen könnten.
[…] Sie sind tapfer, stark und freigebig, wie ihre Würde und das Fehlen jeglicher Bösartigkeit bezeugen […] Dennoch ist die Wüste voll von unseren Männern, die Eure Frauen geheiratet haben und Euch gegen Eure Feinde verteidigt haben.“

„Über das Lob der Kaufleute und den Tadel der öffentlichen Ämter“ (Risāla fī madḥ at-tuǧǧār wa-ḏamm ʿamal as-sulṭān)
Al-Dschāhiz hebt in dieser Schrift hervor, dass Kaufleute weniger abhängig sind als Staatsbeamte.